# Заїмка (Сухолозький міський округ)
За́їмка (рос. Заимка) — присілок у складі Сухолозького міського округу Свердловської області.
Населення — 228 осіб (2010, 242 у 2002).
Національний склад населення станом на 2002 рік: росіяни — 66 %.